# Paul Tillard
Pour les articles homonymes, voir Tillard.
Œuvres principales
La Grande Rafle du Vel d'Hiv (avec Claude Lévy)
Le Pain des temps maudits
Paul Tillard, né le 30 septembre 1914 à Soyaux (Charente) et mort le 27 juillet 1966 à Paris, est un journaliste et un écrivain français. Résistant, déporté, une partie de son œuvre témoigne de cette expérience de la Seconde Guerre mondiale. Avec Claude Lévy, il est l'auteur d'un livre marquant sur l'histoire de la déportation des juifs : La Grande Rafle du Vel d'Hiv, publié peu de temps après sa mort.

## Biographie

### Journaliste et romancier «engagé»
Paul Tillard fait des études au Prytanée militaire, puis à la faculté de droit de Poitiers. Il s'oriente vers le journalisme. Il travaille pour le magazine communiste Regards. Résistant dès 1941, il est arrêté en août 1942. Interné à Compiègne, puis à Romainville, il est déporté en avril 1943 au camp de concentration de Mauthausen, puis en mars 1944 à Ebensee. Dès sa libération en mai 1945 il entreprend d'écrire son témoignage : son livre, Mauthausen est publié dans l'année aux Éditions sociales, avec une préface de Jean-Richard Bloch. Il poursuit une carrière de journaliste, notamment au quotidien Ce soir, et d'écrivain, en publiant des récits et des romans. 
Membre du Parti communiste français depuis la Résistance, il s'en éloigne après un « coup d'éclat » en novembre 1956. Condamnant la répression qui s'abat en Hongrie et l'intervention des forces militaires soviétiques, il cosigne une lettre au Comité central du parti, demandant la convocation d'un Congrès extraordinaire de celui-ci, permettant de débattre sur le stalinisme... Cette lettre, publiée dans Le Monde le 20 novembre 1956, reprise dans Libération (d'Emmanuel d'Astier), le surlendemain, reçoit une fin de non recevoir et ses auteurs sont rapidement condamnés sous l'accusation d'être des  « liquidateurs opportunistes »... Mais le nom des dix signataires de cette lettre montre l'ampleur de la contestation dans les milieux des artistes et intellectuels communistes. 
Aux côtés de Paul Tillard, qui signe « ancien lieutenant FTP, déporté à Mauthausen », on relève les signatures de Georges Besson, écrivain ; Marcel Cornu, agrégé de l'université ; Francis Jourdain, écrivain ; docteur Jacques Harel, chargé de recherches au CNRS ; Hélène Parmelin, écrivain ; Pablo Picasso, peintre ; Édouard Pignon, peintre ; Henri Wallon, professeur honoraire au Collège de France ; René Zazzo, professeur à l'Institut de psychologie, directeur à l'École des hautes études.

### La Grande Rafle du Vel d'Hiv
Paul Tillard, après avoir publié ses livres aux Éditeurs français réunis, poursuit une carrière d'écrivain chez Julliard. 
Il entreprend avec Claude Lévy, résistant dont le père et la mère sont morts à Auschwitz, une enquête sur la grande rafle du Vélodrome d'Hiver, menée par les autorités françaises, sa police et ses autobus, les 16 et 17 juillet 1942 à Paris, connue sous le nom de « Rafle du Vel d'hiv ». L'enquête est longue, et Paul Tillard meurt, des suites de sa déportation, avant que le livre ne sorte des presses en 1967, à un moment-clé pour l'intérêt sur les responsabilités du régime de Vichy dans sa politique envers les Juifs. Le livre est en tête des ventes en catégorie non fiction tout l’été, si bien que les deux auteurs obtiennent le prix Aujourd'hui, dans une période contemporaine au film de Claude Berri Le Vieil Homme et l'Enfant sorti en mars qui évoque  l’Occupation, l’antisémitisme et le sort des enfants cachés reçoit un succès public puis l’Ours d'argent au festival de Berlin.

## Œuvres
- Mauthausen, éditions sociales, 1945, 80 p. (préface de Jean-Richard Bloch)
- On se bat dans la ville, Paris, 1946, 179 p.
- Les Combattants de la nuit, La Bibliothèque française, Paris, 1947, 224 p.
- Les Roses du retour, La Bibliothèque française, Paris, 1949, 223 p.
- Le Secret de monsieur Paul ou les chéquards, Éditeurs français réunis (EFR), Paris, 1950, 189 p. (préface de Maurice Kriegel-Valrimont)
- Les Triomphants, EFR, Paris, 1953, 266 p.
- Le Montreur de marionnettes, Julliard, Paris, 1956, 301 p.
- L'Outrage, Julliard, Paris, 1958, 215 p. (grand prix de la Société des gens de lettres)
- La rançon des purs, Julliard, 1960.
- Ma cousine Amélie, Julliard, 1962, 271 p.
- Le Pain des temps maudits, éditions Julliard, Paris, 1962, 247 p. (sur Mauthausen[7]) (réed. 1995)
- Les Amants d'Altéa, Julliard, 1964, 255 p.
- La Grande Rafle du Vel d'Hiv (avec Claude Lévy), éditions Robert Laffont, Paris, 1967 (préface Joseph Kessel) (prix Aujourd'hui 1967)